# Matilda De Angelis
Matilda De Angelis (n. 11 septembrie 1995, Bologna, Italia) este o actriță și moderatoare de televiziune italiană.

## Filmografie

### Film
| An   | Titlu                               | Rol                 | Note                            |
| ---- | ----------------------------------- | ------------------- | ------------------------------- |
| 2016 | Italian Race                        | Giulia De Martino   |                                 |
| 2017 | A Family                            | Stella              |                                 |
| 2017 | Coco                                | Tía Victoria (voce) | dublaj în italiană; rol de voce |
| 2017 | The Prize                           | Britta              |                                 |
| 2018 | Youtopia                            | Matilde             |                                 |
| 2018 | Reckless                            | Soledad Agramante   |                                 |
| 2019 | I ragazzi dello Zecchino d'oro      | Mariele Ventre      |                                 |
| 2020 | Divine                              | Maria               |                                 |
| 2020 | Rose Island                         | Gabriella           |                                 |
| 2021 | Atlas                               | Allegra             |                                 |
| 2021 | A Bookshop in Paris                 | Albertine           |                                 |
| 2022 | Across the River and into the Trees | Renata Contarini    |                                 |
| 2022 | Robbing Mussolini                   | Yvonne              |                                 |

### TV
| An           | Titlu                           | Rol                 | Note                       |
| ------------ | ------------------------------- | ------------------- | -------------------------- |
| 2015–2018    | Tutto può succedere             | Ambra Scalvino      | Rol principal; 42 episoade |
| 2020         | The Undoing                     | Elena Alves         | Rol principal; 6 episoade  |
| 2021         | Leonardo                        | Caterina da Cremona | Rol principal; 8 episoade  |
| 2023         | Call My Agent - Italia          | Rolul ei            | Sez. 1, ep. 4              |
| 2023–przsent | The Law According to Lidia Poët | Lidia Poët          | Rol principal; 6 episoade  |
| 2024–present | Citadel: Diana                  | Diana Cavalieri     | Rol principal; 6 episoade  |

### Videoclipuri
| An   | Titli              | Artist(i)                          |
| ---- | ------------------ | ---------------------------------- |
| 2016 | "Tutto qui accade" | Negramaro                          |
| 2018 | "Felicità puttana" | Thegiornalisti                     |
| 2022 | "Litoranea"        | Elisa featuring Matilda De Angelis |